# English for you
English for you war eine Sendung des Fernsehens der DDR, die im Rahmen des Schulfernsehens ausgestrahlt wurde. Die Schulfernsehreihe bestand aus zwei Kursen (1966–1969: 62 Folgen, 1978–1980: 55 Folgen).

## Inhalt
Am 4. September 1966 ging der Fernseh-Sprachkurs „English for you“ zum ersten Mal auf Sendung. Aussprache- und grammatische Übungen wurden dabei von der Muttersprachlerin Diana Loeser geleitet. Im Wechsel dazu gab es Spielszenen mit den beiden in der DDR lebenden Schauspielern Alan Clarke und Valerie Lester als „Tom“ und „Peggy“. Inhaltlich ging es um Alltagsszenen, aber auch um ideologische und propagandistische Themen wie die vorgeblichen Schwierigkeiten der Gewerkschaftstätigkeit und soziale Probleme im kapitalistischen Großbritannien. Zweimal wurde dabei auch an Originalschauplätzen in London und Coventry gedreht.
1978 erfolgte eine Überarbeitung der Serie. Die grundsätzliche Struktur wurde weitgehend beibehalten, allerdings wurden jetzt mehr Spielszenen in Großbritannien gedreht. Sowohl der Lektor als auch die Schauspieler wurden neu besetzt. Während in den ersten 26 Folgen „Mike and Anne“ in jeder Folge zu sehen waren, gab es in den übrigen 26 Folgen einen Wechsel zwischen „Jeff and Linda“ und „Dave and Jenny“. 
Die Folgen 1–26 wurden in den Englischunterricht der 7. Klasse an den Oberschulen der DDR eingebunden, die weiteren Folgen waren entsprechend Teil des Englischunterrichts in der 8. Klasse.
Bis 1989 wurde außerhalb von Ferienzeiten jede Folge mehrmals wöchentlich am frühen Nachmittag, der für den Englischunterricht in den Schulen vorgesehenen Zeit, gesendet. Alle Sendungen wurden in Schwarz-Weiß produziert. 